# Riba de Mouro
Riba de Mouro é uma povoação portuguesa sede da Freguesia de Riba de Mouro do Município de Monção, freguesia com 13,94 km² de área e 802 habitantes (censo de 2021), tendo, por isso, uma densidade populacional de 57,5 hab./km².
Pertenceu ao antigo concelho de Valadares até 1855.

## Localização
A freguesia de Riba de Mouro, localizada na vertente da Serra da Peneda, dista cerca de 20 km da sede do município. Tem limites com Badim, Podame e Tangil (chega ao cunhal da capela de Santo António), Sistelo (Arcos de Valdevez) e Gave, Cousso e Parada do Monte (as três de Melgaço). 
Com uma área de 1394 hectares, a freguesia, além da sede, compreende os seguintes lugares: Aldeia, Bouçó, Carvalho, Cavenca, Cordeiros, Corga, Costa, Cotaros, Cruz Nova, Cruzeiro, Freixo, Fundegos, Gateira, Lijo, Linhares, Pereiro, Portela, Quartas, Ribeiro, Rua, S. Miguel e Vale de Poldros. 
Terra com serra, de campos semeados de milho, centeio e cultivo de vinho, chamou-se, ao longo dos tempos, Mou, S. Pedro de Mou ou S. Pedro de Riba de Mouro e foi ponto de passagem procurado por várias civilizações.

## História
Em 1258, é citada como uma das igrejas pertencentes ao bispado de Tui e denominava-se então São Pedro de “Maur”. Admite-se que Riba de Mouro tenha sido fundada como freguesia entre os séculos IX e XII, pelos monges do mosteiro de Paderne. Na verdade, a carta de couto dada por D. Afonso Henriques àquele mosteiro referencia e engloba já alguns dos lugares de Rio de Mouro, que foi também couto e solar dos Quintelas, fidalgos que floresceram na época do rei D. Dinis.
Há quem faça constar que houve no seu território, no lugar da Cividade, um castelo medieval que primitivamente encabeçaria as terras desta região. Segundo Américo Costa, foi reitoria com prestimónio da Ordem de Cristo e, depois, da Casa do Infantado e da sua apresentação.
Fez parte do concelho de Valadares, passando para o (atual município) de Monção em 24 de Outubro de 1855, com o grande empenho do ilustre monçanense Frederico Guilherme da Silva Pereira, prestigiado magistrado, legislador e governante.

## Descrição
Parte integrante do vale do Mouro, o rio desce-lhe pelo meio em corredeiras, num leito pedregoso e sinuoso com apreciável caudal de água.
Existem na freguesia ainda alguns exemplares de casas típicas, rurais, do Minho: em granito, com o primeiro andar para habitação e com o rés-do-chão para as cortes.

## Vale de Poldros
No alto de Santo António de Vale de Poldros (com 1113 metros de altitude), observam-se lindíssimos horizontes. Lá estão as cardenhas, como os últimos vestígios de um tempo em que os pastores por ali pernoitavam, longe dos lares, fazendo companhia aos seus animais.

## Feira
Riba de Mouro tem uma feira quinzenal, foi um privilégio concedido pela rainha D. Maria I, em 31 de Outubro de 1782. 

## Demografia
A população registada nos censos foi:
| Distribuição da População por Grupos Etários | Distribuição da População por Grupos Etários | Distribuição da População por Grupos Etários | Distribuição da População por Grupos Etários | Distribuição da População por Grupos Etários |
| -------------------------------------------- | -------------------------------------------- | -------------------------------------------- | -------------------------------------------- | -------------------------------------------- |
| Ano                                          | 0-14 Anos                                    | 15-24 Anos                                   | 25-64 Anos                                   | > 65 Anos                                    |
| 2001                                         | 131                                          | 130                                          | 548                                          | 302                                          |
| 2011                                         | 81                                           | 82                                           | 471                                          | 330                                          |
| 2021                                         | 42                                           | 43                                           | 322                                          | 395                                          |

## Dialeto
O dialeto Ribamourês ainda é o que se fala em Riba de Mouro. Em 2024 um livro sobre o tema resgatou o orgulho dos habitantes no linguajar “parecido com o galego” na localidade.